# La Bande noire (Montceau-les-Mines)
Pour les articles homonymes, voir Bande noire.
La Bande noire est le nom donné à différentes organisations ouvrières d'inspiration anarchiste présentes dans la région de Montceau-les-Mines, agissants alors de manière autonome, et qui ont utilisé la violence contre des symboles catholiques et bourgeois entre août 1882 et 1885 ; l'origine du nom est mal connue, il est peut-être inspiré de la Main Noire espagnole ou est une allusion aux réunions nocturnes.
Infiltrées, les Bandes noires disparaissent en 1885 à la suite notamment du piège tendu par la police le 7 novembre 1884 qui conduit à l'arrestation de dizaines de militants, et au jugement de trente-deux accusés le 26 mai 1885.

## Le contexte
Aux élections de janvier 1878 le Docteur Jeannin, républicain, est élu maire de Montceau-les-Mines face à Léonce Chagot, maire sortant et directeur de la compagnie des mines. La déconvenue est grande pour cette dernière et quinze ouvriers, tous républicains, sont licenciés. Les esprits s'échauffent alors et le 27 février la grève éclate : les gendarmes interviennent, les affrontements sont violents, une patrouille est même cible de tirs de pistolets. Vingt-six mineurs sont alors arrêtés et deux-cents renvoyés, le 11 mars 1878 la grève est terminée. Ces événements, selon l'historien Jean Maitron, sont à l'origine de la création de l'organisation.
Durant la même période, le clergé, généralement originaire des campagnes Charolaises est vivement critiqué. En effet, issus d'un pays foncièrement chrétien, ses membres semblaient être mal à l'aise dans un milieu ouvrier qui fréquentait peu l'église et faisaient, selon certains habitants, preuve de beaucoup de zèle. Le curé Gauthier, desservant du Bois du Verne (quartier de Montceau-les-Mines), les frères maristes et les sœurs des écoles congréganistes sont notamment les cibles de nombreuses critiques, comme celle de participer à une oppression cléricale, par la surveillance notamment, visant les ouvriers et entretenue par Jules Chagot, puis par son neveu et successeur Léonce Chagot,.
Les réunions de plus de vingt personnes étant interdites depuis 1810, diverses organisations ouvrières commencent à se réunir secrètement dans les bois et cabarets.
Le fonctionnement des organisations ouvrières locales, au moins durant la période 1878-1882, semble trouver leurs origines dans les sociétés secrètes républicaines du XIXe siècle. Par exemple, un rapport de la gendarmerie de Montceau-les-Mines indique que : « les signes extérieurs (clignement de l'œil, serrement de main) employés par les membres sont ceux de la Franc-maçonnerie. ». Le culte du secret, des récits d’initiation extravagants ainsi qu'une hiérarchisation des bandes semblent confirmer la filiation à cet idéal.
Une de ces société secrète eut, semble-t-il, un rôle très important. Appelée La Marianne et installée dans le quartier ouvrier du Bois-du-Verne, elle fut surnommée dès 1879 Bande noire par la gendarmerie. Elle était composée, selon les autorités, de « jeunes gens dont un certain nombre ont eu des démêlés avec la simple police ou police correctionnelle, des hommes assez âgés de 40 ou 45 ans, pères de famille, plusieurs vieux [se réclamant] de la Grande internationale ». Elle posa les bases des organisations ouvrières à Montceau-les-Mines.
En 1881, une organisation appelée Bande Noire est fondée par un ouvrier montcellien, elle prend le statut d'Association socialiste du Sud-Est et dit soutenir les ouvriers dans leurs revendications contre les patrons.
Réunis la nuit dans les bois ou chez les marchands de vin, ils prennent le nom de « Bande noire » et multiplient les dynamitages. Ils incendient une chapelle, font sauter des calvaires et des croix, s’en prennent aux domiciles des « maîtres mineurs » et adressent aux magistrats des lettres de menaces. Récusant le réformisme des chambres syndicales, ils sont ainsi les premiers à mettre en œuvre la « propagande par le fait » que des théoriciens anarchistes comme Pierre Kropotkine formulent au même moment.

## Historique

### 1882
Les premières attaques de la Bande noire sont teintées d'un anticléricalisme radical : le 18 juin 1882, des reposoirs préparés pour une procession sont jetés dans un étang, puis en août 1882 des attentats sont perpétrés, notamment dans la chapelle d'une école religieuse, contre l'école des sœurs d'un hameau proche de Montceau-les-Mines, ainsi que contre l'église de Bois-du-Verne. Durant ce même mois d'août, diverses croix sont détruites dans les quartiers du bois du Verne, des Alouettes, et du Bois Roulot. Ces actions font suite à une année agitée entre la Bande noire et un éminent membre du clergé local proche de Jules Chagot. Selon l'historien Roger Marchandeau, le curé Gauthier « essaie de combattre la Bande Noire en espionnant les habitants et en les dénonçant à la direction de la Compagnie. Sur son terrible calepin noir, il couche sans cesse les noms des mineurs qui refusent d'accepter la domination du maître. ». Cette attitude lui vaudra de nombreuses menaces qui seront les premières actions revendiquées par la Bande Noire.

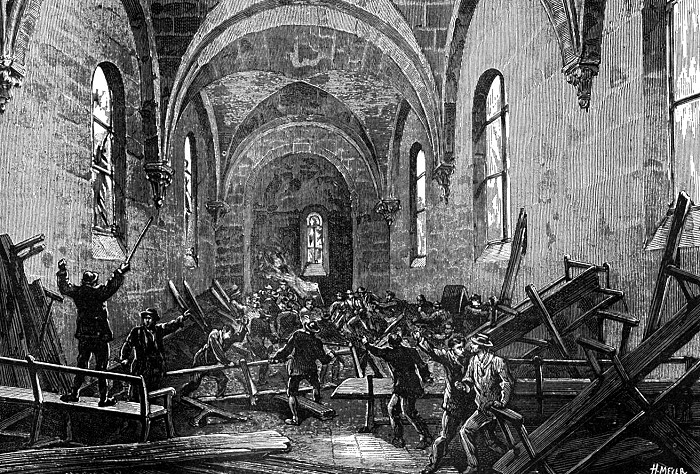
Scène d'émeute dans la chapelle du Bois-du-Verne le 15 août 1882.

Le 15 août 1882, une émeute des sympathisants et membres de la bande noire éclate, deux cents à cinq cents mineurs, sur une population de trois mille ouvriers, y participent,. Une armurerie est pillée par la bande du Bois-du-Verne et les armes (des revolvers principalement) sont redistribuées aux manifestants. La chapelle du Bois-du-Verne est attaquée, la rosace de l'entrée est détruite par une bombe , l'édifice est saccagé, puis incendié. Plus tard dans la nuit les carreaux ainsi que la porte du vestibule de l'école des sœurs sont brisés après que des émeutiers y aient pénétré.
Dès le lendemain, les autorités procèdent à de nombreuses arrestations qui mèneront au premier procès des bandes noires en décembre 1882, les ouvriers interrogés à la suite de ces événements mettent alors en avant une pression cléricale pour justifier leurs actes, car sept mineurs avaient été renvoyés de leur travail à la suite de manifestations d'hostilité contre le curé au cours d'un enterrement . Malgré une trentaine d'arrestations, notamment de membres de la chambre syndicale Santa-Maria et la présence de quatre-cents militaires du 134e régiment d'infanterie, des réunions secrètes continuèrent d'avoir lieu dans les mois qui suivirent. Le Journal du Cher, le 22 août 1882, en décrit une : « La bande était composée en majeure partie, [...] de jeunes gens de quinze à vingt ans. Tous étaient plus ou moins déguisés. Les uns avaient la figure barbouillée de noir, les autres portaient de fausses barbes, d'autre enfin avaient revêtu des habits de femmes. Quelques-uns étaient armés de fusils et de revolvers ; d'autres, de faulx, de fourches et de casses-têtes. Une certaine discipline régnait parmi eux, et les ordres des chefs étaient exécutés militairement. ». On signale notamment une réunion de deux cents individus à Montceau-les-Mines le 27 août 1882.
C'est après cette émeute qu'on assiste à une radicalisation : d'abord avec une multiplication des lettres de menaces, principalement contre des maîtres-mineurs, mais aussi avec la multiplication des abattages de croix, et à partir d'octobre 1882 avec une utilisation quasi systématique de la dynamite dans le but de cibler des personnes.
Bien que ciblant principalement des symboles religieux, l'organisation semble être tout de même motivée par des idées libertaires et anticapitalistes comme le montre ce communiqué adressé à L’Étendard révolutionnaire en septembre 1882 :  
« Les journaux de la réaction républicaine emplissent leur colonnes de diatribes odieuses contre « la bande noire » qui vient de lancer la première étincelle de la très-prochaine révolution sociale. Ces journaux affectent de nous prendre pour des cléricaux, pour les agents du bonapartisme, nous qui avons fait sauter les églises et les madones, et qui exécrons les despotismes sous quelque forme qu'ils se présentent : césarisme, droit divin, orléanisme ou monarchisme républicain. Ce mot de « bande noire » a prêté le flanc à leurs hypocrisies et à leurs mensonges. Eh bien ! Nous venons le leur dire bien en face, pour qu'ils ne puissent plus arguer l'ignorance: la « bande noire » c'est la « bande de la misère », le drapeau noir que nous avons arborés c'est le drapeau de la faim, de la grève, de la lutte à outrance sur le terrain de la révolution sociale, de l'anéantissement du capital, du patronat, de l'exploitation de l'homme par l'homme. Et dites-leur bien, compagnons, que malgré la persécution qui nous écrase, malgré les soldats de l'empire, les valets de l'empire, nous sommes prêts à relever demain notre drapeau jusqu'à ce que la victoire ait couronnée nos efforts et nos sacrifices ! Vive la révolution sociale ! ».
Le 18 octobre 1882 s'ouvre devant la cour d’assises de Saône-et-Loire à Mâcon le premier procès des membres de la Bande noire, vingt-trois suspects sont alors jugés pour les faits commis lors de l'émeute du 15 août. Mais après six jours d’audience, à la suite de menaces contre le procureur général et de l'attentat du restaurant du théâtre Bellecour le 22 octobre à Lyon, le procès est reporté. il est alors décidé que le second procès se déroule en décembre 1882 devant la cour d’assises du Puy-de-Dôme à Riom. Le 23 décembre le verdict tombe, sont retenues les accusations de vol, de port d’armes dans un mouvement insurrectionnel, d’envahissement d’édifices habités et d’arrestations illégales : Devillard écope de cinq ans de réclusion ; Viennet de trois ans, Juillet, Garnier, Loriot et Demesples de deux ans ; Château, Chofflet et Spenlhauer d'un an. Bonnot et quatorze autres sont acquittés.

### 1883
En 1883, des groupes se réclamant de la Bande noire se reforment  dont l'un sous l'impulsion du manœuvre François Jambon et du mineur Émile Hériot qui se rendent en février 1883 près de Villefranche-sur-Saône, et d'où ils rapportent des capsules de fusil (aussi appelées amorces). À partir de ce moment-là les cibles deviennent principalement les informateurs qui livrent des informations à la police, comme lorsque le 23 février 1883 une explosion de dynamite souffle la fenêtre de la maison d'un mineur, ou le 23 avril 1883 quand une bombe explose chez un autre mineur à Mont-Saint-Vincent. De même, des personnes considérées comme bourgeoises, ou bien perçues comme proches de cette classe sociale, sont visées. Le 12 mai, 10 juin et le 30 octobre, l'ingénieur Michalowski qui avait accepté de faire une expertise d'explosions suspectes pour le compte du parquet de Charolles en février 1883, voit sa chambre à coucher dynamitée à trois reprises mais il y échappe à chaque fois.
Des réunions secrètes ont alors toujours lieu comme lorsque le 29 juillet 1883 une centaine de mineurs se réunit au lieu-dit de La Croix des Mâts entre Le Creusot et Montceau-les-Mines pour discuter augmentation de salaire et diminution du temps de travail, mais sans réussir à se mettre d'accord. En novembre 1883 plusieurs journaux indiquent la présence, à Montceau-les-mines, d'anarchistes connus pour parcourir la France afin d'y effectuer de la propagande,.

### 1884

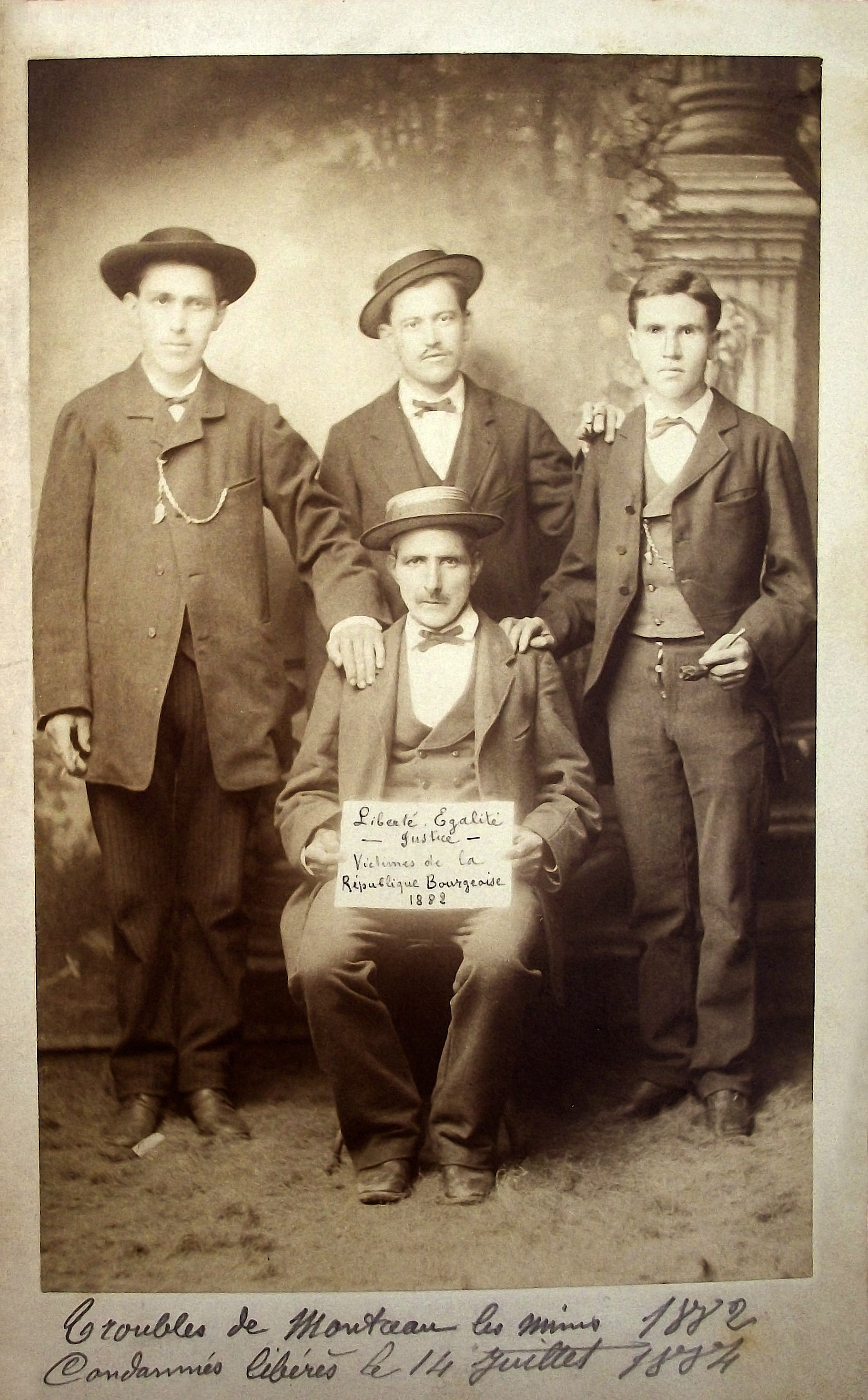
Photographie de quatre condamnés du procès de 1882 après leur libération en 1884.

À la suite du vol de 45 kg d'explosif et 210 m de mèche en juillet à Perrecy-les-Forges par des membres de la Bande noire, et sous l'impulsion de plusieurs groupes, les dynamitages reprennent. Les personnes accusées de collusion avec le pouvoir local sont toujours ciblées comme le 13 août 1884, lorsque la maison de l’ingénieur Louis Chevallier, second du Directeur des mines de Perrecy-les-Forges, alors accusé d'avoir des mots durs avec les mineurs est dynamitée. Les vitres de nombreuses maisons aux alentours sont brisées tellement l'explosion est puissante, Louis Chevallier n'est que légèrement blessé, mais son épouse est grièvement atteinte à la tête. Ou bien le 14 août 1884, quand la maison du maire de Sanvignes-les-Mines, François Grelin, est prise pour cible, par une bouteille contenant des explosifs et des balles de plomb qui est lancée à travers une porte vitrée .
En septembre 1884, la chapelle du Magny est victime de multiples dynamitages, ce qui semble indiquer que les actions de la Bande noire sont, au moins toujours en partie, dirigées contre le clergé local.
Ces actions s'arrêtent brusquement le 7 novembre 1884 à la suite d'un piège monté par la gendarmerie et un informateur nommé Brenin. La personne, du nom de Gueslaff, censée poser une bombe, tire alors sur deux gendarmes et sur le maréchal des logis qui sont tous les trois grièvement blessés,. Gueslaff est arrêté et dénonce de nombreux membres de la Bande noire.
À la suite de cela, et malgré plusieurs arrestations, la Bande noire continue de faire parler d'elle. De futures actions de représailles sont annoncées via des affiches, et des réunions continuent, selon certains journaux, à être organisées.

### 1885
À la suite de l'attentat raté de novembre 1884 et aux arrestations qui suivirent, le procès a lieu en mai 1885. Durant celui-ci trente-deux accusés sont jugés : Gueslaff le tireur est condamné à dix ans de travaux forcés, Brenin l'informateur à cinq ans et huit autres membres sont condamnés à des peines allant de quatre ans de prison à vingt ans de travaux forcés. Vingt-deux accusés sont finalement acquittés, notamment Dessolin qui fondera en 1899 le premier « syndicat jaune » montcellien. À la suite de ces lourdes condamnations les Bandes noires font beaucoup moins parler d'elles.
La même année des Bandes noires tentèrent de se reformer. Constituées en mai, selon les autorités, de deux groupes de dix-huit hommes au Creusot et cinq à Montceau-les-Mines, plusieurs réunions se déroulent alors, mais les différents groupes n'arrivèrent jamais à se coordonner. De nombreux sympathisants étaient aussi présents à Montchanin et essayèrent de s'organiser.
Le bassin minier assiste alors à ses derniers attentats anarchistes. Notamment le 7 janvier quand une bombe explose contre les bureaux de la tuilerie de Montchanin, le 10 janvier quand une charge détone dans la cour du presbytère à Sanvignes-les-Mines, ou comme le 11 janvier lorsqu'une religieuse en charge de l'école de la tuilerie découvre un engin explosif qui ne cause qu'une petite détonation. Les dernières grandes réunions se déroulèrent durant l'été et le 20 octobre le dernier attentat eut lieu au domicile d'Anne Vannier, épouse du mouchard Brenin.